# Lillian Lorraine

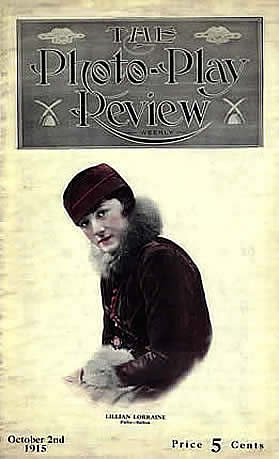
Lilian Lorraine

Lillian Lorraine (de son vrai nom Eallalean De Jacques) , née le 1er janvier 1892 à San Francisco (Californie) et morte le 17 avril 1955 à New York (New York), est une actrice ayant travaillé notamment à Broadway (comme Ziegfeld girl) et dans des films muets.

## Biographie
Ses parents sont d'origine française.
Elle débute au théâtre en 1906 à l'âge de 14 ans. En 1907 elle a quinze ans quand elle rencontre Florenz Ziegfeld et débute au Ziegfeld Follies.
Sa liaison avec Florenz Ziegfeld provoque son divorce avec Anna Held.
Elle se marie en 1912 avec Frederick Gresheimer, ils divorcent la même année. Elle se remarie en 1913 et annulent le mariage quelques mois plus tard.
En 1940[réf. nécessaire], elle se marie avec Jack O'Brien, un comptable.

## Filmographie
| Année | Titre                       | Rôle                       | Notes                                                                                |
| ----- | --------------------------- | -------------------------- | ------------------------------------------------------------------------------------ |
| 1912  | The Immigrant's Violin      | Lora - Albert's Sweetheart | Short film                                                                           |
| 1912  | Dublin Dan                  | The Old Hag                | Short film                                                                           |
| 1912  | The Face at the Window      |                            | Short film                                                                           |
| 1913  | The Detective's Santa Claus | Miss Steele                | Short film                                                                           |
| 1913  | The Old Parlor              |                            | Short film                                                                           |
| 1915  | Neal of the Navy            | Annette Illington          | Lost serial                                                                          |
| 1915  | Should a Wife Forgive?      | La Belle Rose              | print held by Library of Congress                                                    |
| 1917  | The Prima Donna's Special   | The Prima Donna            | Short film Alternative title: The Hazards of Helen (#118): The Prima Donna's Special |
| 1918  | Playing the Game            |                            | Lost film                                                                            |
| 1920  | The Flaming Disc            |                            | Lost film                                                                            |
| 1922  | Lonesome Corners            | Martha Forrest             | Lost film                                                                            |